# Werf (opslagplaats)

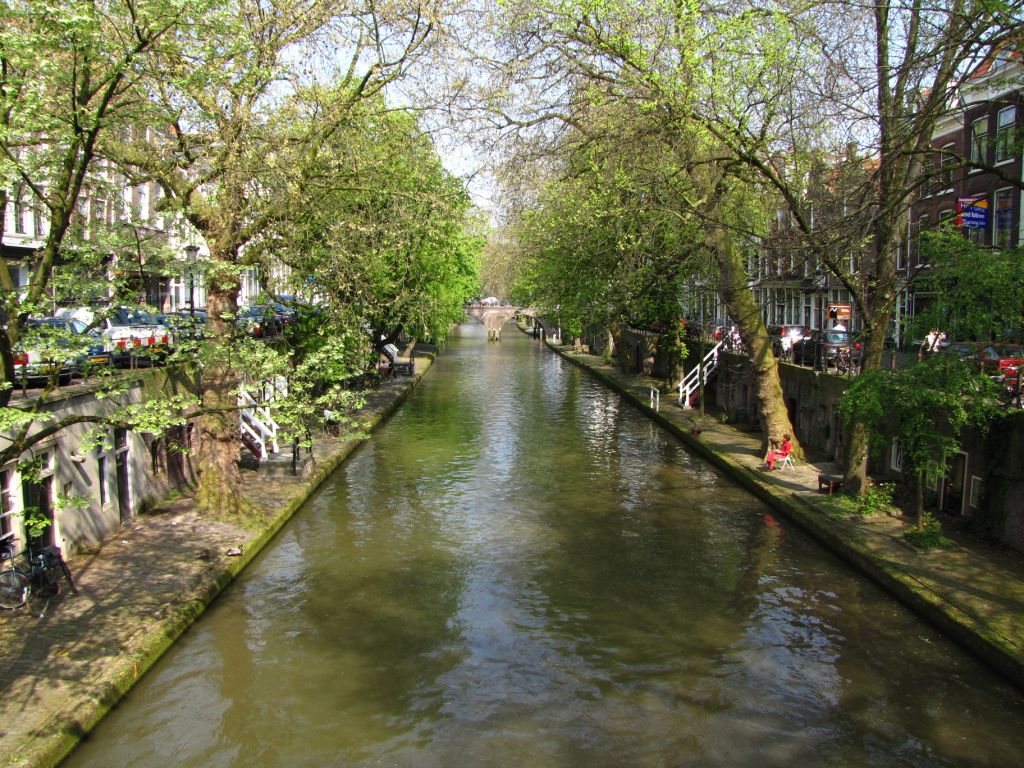
Werven en werfkelders langs de Oudegracht in Utrecht

Een werf is de plaats waar hout en andere stukgoedartikelen opgeslagen worden.

## Utrecht
In de stad Utrecht is het de laaggelegen kade aan de grachten waar schepen in het verleden aanmeerden. De geloste goederen konden direct in de aan de kade gelegen werfkelders worden opgeslagen. Vanaf de werf werden daarnaast handelswaren naar de bovengelegen straat vervoerd via een kraan, trap of wed (een schuinlopende weg tussen de bovengelegen straat en de werf).